# 체가
체가!(포르투갈어: Chega!, "그만!")는 포르투갈의 국민보수주의, 우익 대중주의 정당이다. 2019년 안드레 벤투라(André Ventura)에 의해 창당되었다.
2019년 총선에서 1석을 얻었으나 2022년 12석, 2024년 50석을 얻으며 빠르게 성장하였다.

## 같이 보기
- 포르투갈 공화국의회